# Embenat de peus

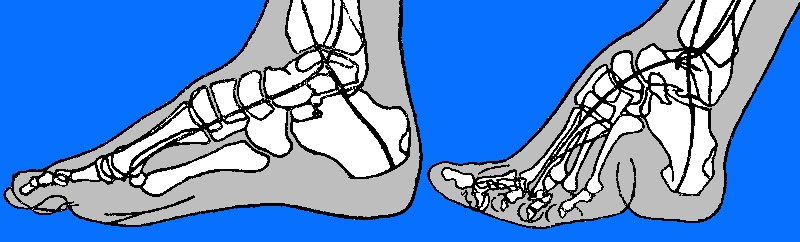
Comparació entre l'estructura òssia d'un peu embenat i un altre de normal. Normalment els metatarsians i el cuboide estan alineats sobre el mateix eix pràcticament paral·lel al terra. Un cop acabat el procés d'embenat de peus aquest ossos formen un angle agut.

L'embenat de peus (en xinès tradicional: 纏足, en xinès simplificat: 缠足 i en pinyin: chánzú, literalment “peus embenats” o xinès tradicional: 縛腳, “peus de lotus”) és el costum d'aplicar un embenatge als peus de nenes joves per evitar-ne el creixement natural, tot plegat amb una finalitat estètica. L'embenat provoca a la llarga l'atròfia dels peus fent que siguin més petits i bonics als ulls d'algunes persones.

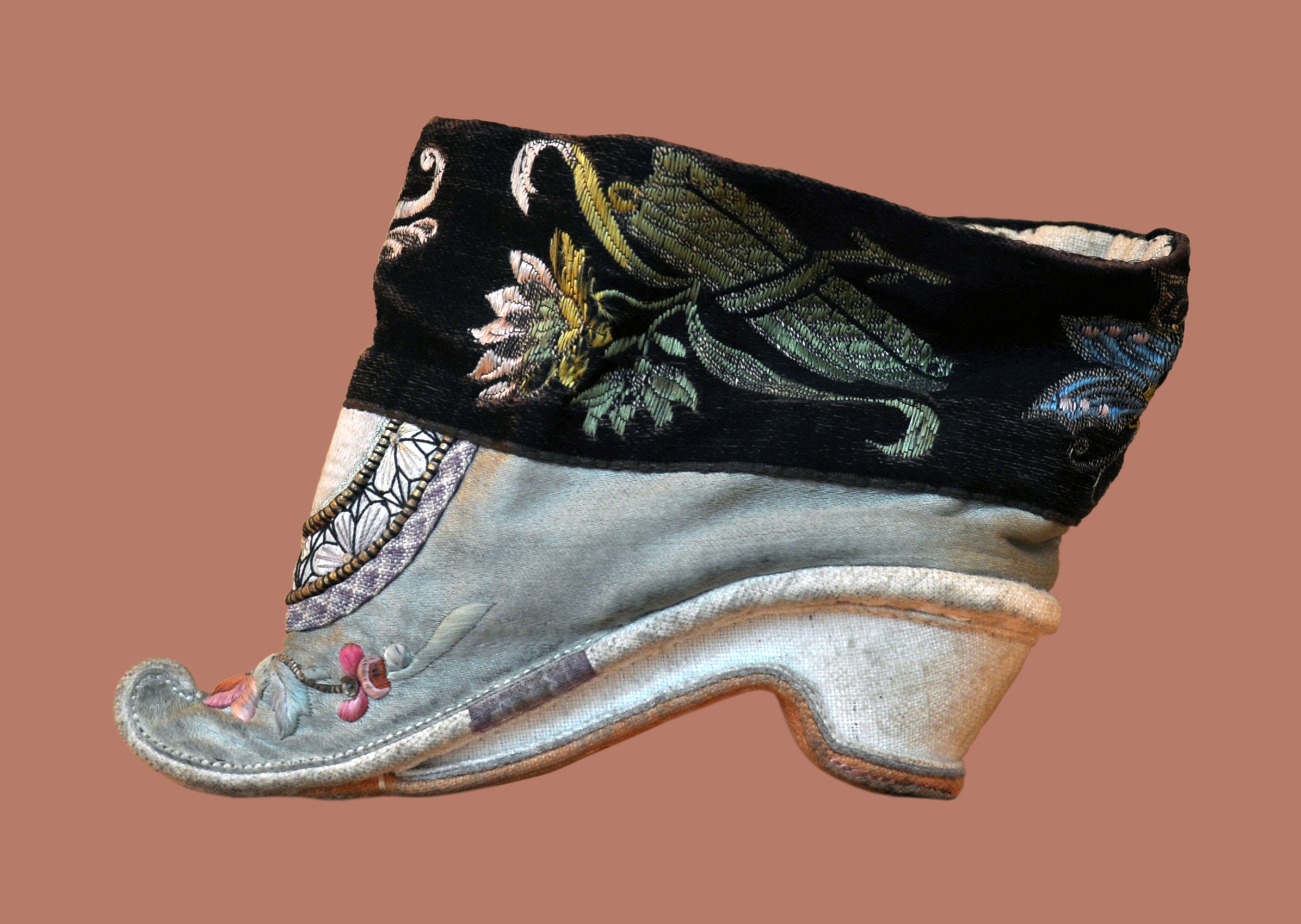
Una sabata per embenar els peus. La llargària ideal de l'embenatge de peus era de set centímetres.

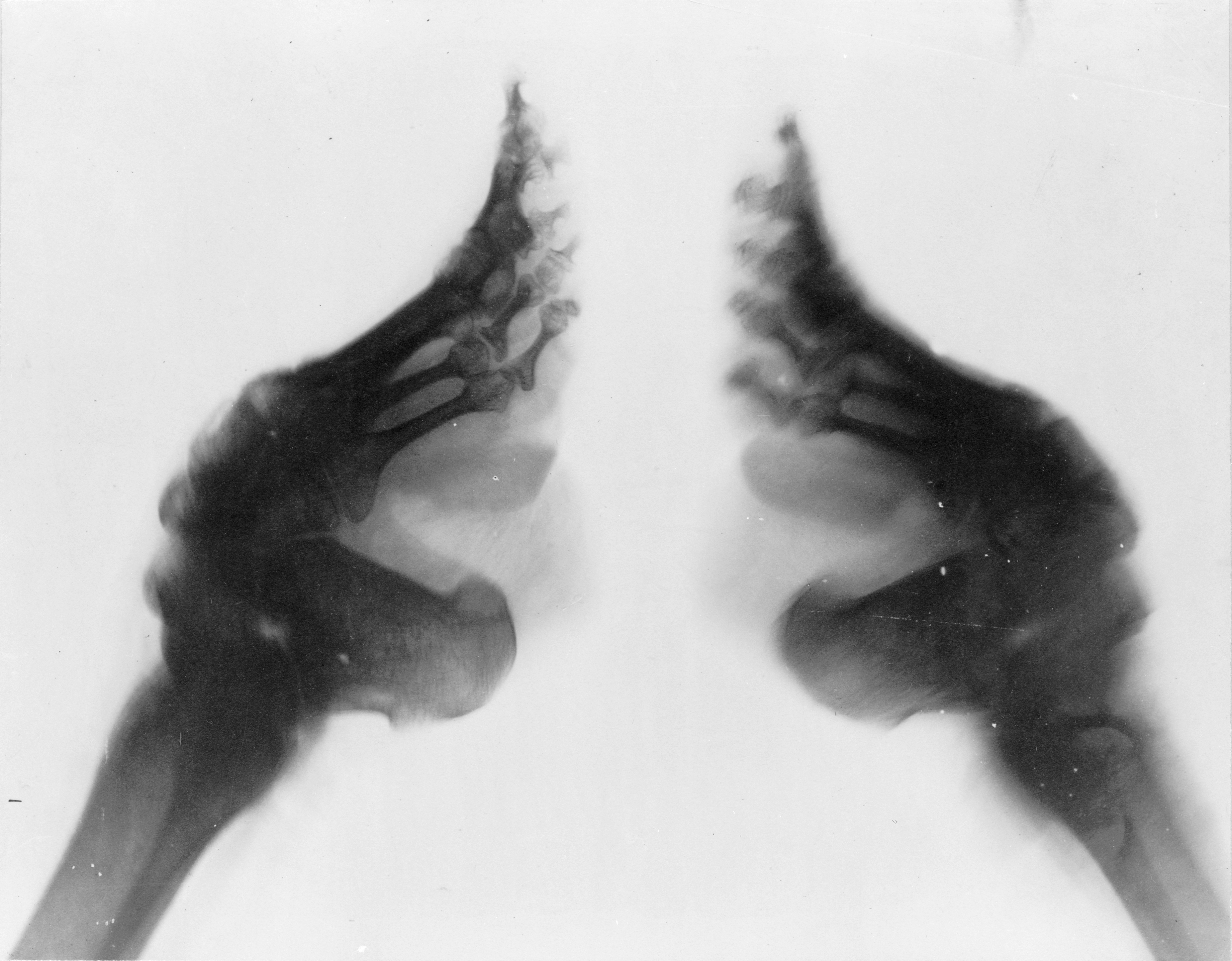
Una radiografia mostrant l'estructura òssia dos peus embenats

La pràctica possiblement va originar-se entre les ballarines de la classe alta de la cort de la Dinastia Song, però va propagar-se convertint-se en una pràctica habitual en la classe alta i la burgesia. Les classes baixes no practiquen aquest costum vist que impedeix les dones de poder treballar. L'embenat de peus va fer-se molt popular en ser considerat pels homes com a molt atractiu.
A Canton, a finals del segle xix, era pràctica comuna embenar els peus d'una filla de família baixa amb el fi de convertir-la en una dama. La intenció és que la filla aconseguís un matrimoni més avantatjós econòmicament parlant, cosa que havia de fer prosperar la família. Les filles menors es deslliuraven, tanmateix, d'aquesta pràctica. Aquestes, en créixer, eren destinades a una vida de serventes i esclaves domèstiques. En arribar l'edat de casar-se, podien optar a unir-se amb homes rics. Com que no tenien els peus embenats, podien treballar en el camp, ajudar els marits en els seus negocis o afrontar les tasques de dona de casa i educació dels fills. Era assumit entre la població que les germanes majors, convertides en dames gràcies a l'embenat de peu, mai necessitessin treballar. Encara que alguns reformadors critiquin la pràctica, no ha estat fins arribat els principis del segle xx quan va notar-se el declivi de la dita pràctica, en part a causa del canvi de condicions socials i en part també com a resultat de campanyes contra l'embenat de peus. Aquesta pràctica provoca discapacitats motores de per vida en la majoria de les dones a qui se'ls ha practicat. Avui, les poques dones amb peus de lotus que queden a la Xina són padrines amb importants problemes de mobilitat, el que implica atenció i assistència continuada.